# Zbor Iuventus Salinarum
Zbor Iuventus Salinarum je pjevački zbor iz Tuzle. Mješoviti je četveroglasni zbor pri Franjevačkom samostanu Sv. Petra i Pavla u Tuzli. Zbor je također i vokalno instrumentalni sastav, koji čine klavijatura, gitare, konge i pjevači.

## Povijest
Počeo je djelovati 1997. godine s četvero framaša. Broj članova rastao je iz godine u godinu. Danas je dosegao broj od dvadesetak članova, među kojima je hrvatski kulturni djelatnik Ivica Kovačević. Animator glazbene skupine i zborovođa je Zlatko Špoljarević, pedagog-psiholog u Gimnaziji pri Katoličkom školskom centru „Sv. Franjo“ u Tuzli. Osmerostruki sudionici Framafesta, Festivala duhovne glazbe u Sarajevu.
Za skoro sve pjesme tekst i glazbu pišu članovi zbora, kao i pjesme za Bonofest 2009.
Pjevali su u Banjolučkoj zračnoj luci na dočeku pape Ivana Pavla II. skupa sa župnim zborom „sv. Petar i Pavao“. Nastupali su pjevajući na „završnoj misi“ ekumenskog kongresa katoličkih i pravoslavnih crkava jugoistočne Europe u Beogradu, na poziv beogradskoga nadbiskupa. Nastup je bio u franjevačkoj crkvi sv. Ante Misu je predvodio kardinal Kasper, uz koncelebraciju desetak nadbiskupa i biksupa i oko 50 svećenika. Nastupali su na brojnim koncertima i misnim slavljima na patronima u susjednim župama, širom Bosne Srebrene, u Hrvatskoj i Srbiji.

## Nagrade
- dvaput ih je Radio postaje MIR-Međugorje nagradila kao najperspektivniju skupina s Framafesta[1]
- jedna nagrda za najslušaniju pjesmu s Framafesta na HKR-u i Radio postaji MIR-Međugorje[1]
- za nastup na ekumunskom kongresu u Beogradu kardinal Kasper pohvalio zbor, a zborovođa dobio „papinu“ brončanu medalju.[1]

## Diskografija
- CD s opusom vlastitih pjesama izvedenih na Framafestovima i pjesmom „Krist na žalu“
- CD s klasičnim četveroglasnim duhovnim skladbama

## Vanjske poveznice
- HKD Napredak  Arhivirana inačica izvorne stranice od 23. rujna 2017. (Wayback Machine) Priredili: Zlatko Špoljarević i fra Josip Zvonimir Bošnjaković: Crkveno pjevanje u Tuzli, str. 14-5, Hrvatski glasnik, Tuzla, ožujak-travanj 2017.